# ويتمان ناب
ويتمان ناب (بالإنجليزية: Whitman Knapp)‏ (و. 1909 – 2004 م) هو محام، وقاض من الولايات المتحدة الأمريكية .

## التعليم
تعلم في جامعة ييل، وكلية هارفارد للحقوق.